# Arizona megyéinek listája

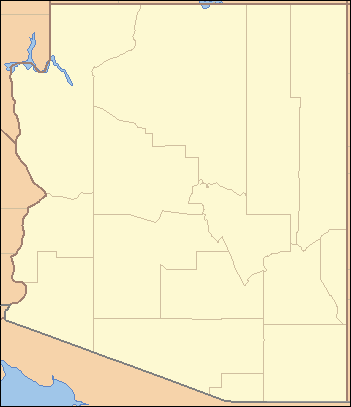
Arizona állam felosztása

Arizona államnak 15 megyéje van. Volt egy ma már nem létező megyéje is: Pah-Ute megye. A legtöbb megye emléket állít az amerikai őslakosoknak azzal, hogy a törzsek nevét viselik.

## A megyék listája
| Név              | Főváros     | Alapítása  | Névadó           | Terület (km²) | Népesség (2020) | FIPS-kód | Kép | Helyjelölő térkép |
| ---------------- | ----------- | ---------- | ---------------- | ------------- | --------------- | -------- | --- | ----------------- |
| Apache megye     | Saint Johns | 1879       | apacsok          | 29056         | 66021           | 04001    |     |                   |
| Cochise megye    | Bisbee      | 1881       | Cochise          | 16107         | 125447          | 04003    |     |                   |
| Coconino megye   | Flagstaff   | 1891       |                  | 48332         | 145101          | 04005    |     |                   |
| Gila megye       | Globe       | 1881       | Gila folyó       | 12421         | 53272           | 04007    |     |                   |
| Graham megye     | Safford     | 1881       | Mount Graham     | 12020         | 38533           | 04009    |     |                   |
| Greenlee megye   | Clifton     | 1909       |                  | 4787          | 9563            | 04011    |     |                   |
| La Paz megye     | Parker      | 1983       | La Paz           | 11690         | 16557           | 04012    |     |                   |
| Maricopa megye   | Phoenix     | 1871-02-14 | Maricopa emberek | 23891         | 4420568         | 04013    |     |                   |
| Mohave megye     | Kingman     | 1864       | Mohave emberek   | 34886         | 213267          | 04015    |     |                   |
| Navajo megye     | Holbrook    | 1895-03-15 | navahók          | 25795         | 106717          | 04017    |     |                   |
| Pima megye       | Tucson      | 1864       | Pimák            | 23799         | 1043433         | 04019    |     |                   |
| Pinal megye      | Florence    | 1875       | Pinal Peak       | 13919         | 425264          | 04021    |     |                   |
| Santa Cruz megye | Nogales     | 1899       | Santa Cruz folyó | 3207          | 47669           | 04023    |     |                   |
| Yavapai megye    | Prescott    | 1865       | Yavapai emberek  | 21051         | 236209          | 04025    |     |                   |
| Yuma megye       | Yuma        | 1864-11-09 | Quechan emberek  | 14294         | 203881          | 04027    |     |                   |